# Maria Kurz-Schlechter
Maria Kurz-Schlechter (* 6. April 1959 in St. Johann in Tirol) ist eine ehemalige österreichische Skirennläuferin. Sie gewann 1976 die Riesenslalomwertung im Europacup, wurde 1977 Juniorenvizeeuropameisterin in der Abfahrt und erreichte einen Podestplatz im Weltcup.

## Biografie
Schlechter wurde Mitte der 1970er-Jahre in den Kader des Österreichischen Skiverbandes aufgenommen. Im Winter 1974/75 fuhr die erst 15-Jährige ihre ersten Europacuprennen und sie kam in der ersten Abfahrt von Cervinia auch schon auf das Podest. In der Saison 1975/76 konnte sich die Tirolerin weiter steigern. Sie fuhr in drei Riesenslaloms unter die besten drei und sicherte sich damit den Sieg in der Disziplinenwertung vor ihrer Teamkollegin Ingrid Eberle. Im Weltcup holte sie am 11. Dezember 1976 mit Rang neun im Riesenslalom von Courmayeur ihre ersten Punkte. Bei den Junioreneuropameisterschaften 1977 in Kranjska Gora gewann Schlechter die Silbermedaille in der Abfahrt. In diesem Rennen zog sie sich jedoch bei einem Sprung kurz vor dem Ziel einen Seitenbandeinriss im Knie zu, weshalb sie am nächsten Tag im Riesenslalom, wo sie als große Favoritin galt, nicht starten konnte. In der Europacupsaison 1977/78 gewann Schlechter den Riesenslalom in Jochberg und kam in drei Slaloms jeweils auf Rang drei.
Am 19. Jänner 1979 kam Kurz-Schlechter, die inzwischen verheiratet war, zum zweiten Mal in die Weltcup-Punkteränge. Völlig überraschend erreichte sie im Slalom in Hasliberg bei Meiringen den dritten Platz hinter ihrer Teamkollegin Regina Sackl und der Italienerin Claudia Giordani. An dieses Resultat kam die Tirolerin danach allerdings nie mehr heran. Im weiteren Saisonverlauf fuhr sie noch dreimal unter die besten 20. Im nächsten Winter war der 15. Platz im Riesenslalom von Berchtesgaden ihr bestes Resultat. Aufgrund anhaltender Knieprobleme gab sie bereits nach der Saison 1979/80, im Alter von nur 20 Jahren, ihren Rücktritt bekannt.

## Erfolge

### Weltcup
- Ein Podestplatz, eine weitere Platzierung unter den besten zehn

### Europacup
- Saison 1975/76: 10. Gesamtwertung, 1. Riesenslalom
- Saison 1977/78: 9. Gesamtwertung
- Ein Sieg (Riesenslalom in Jochberg 1978), zwei zweite und fünf dritte Plätze

### Junioreneuropameisterschaften
- Kranjska Gora 1977: 2. Abfahrt